# Baroy
Baroy è una municipalità di quarta classe delle Filippine, situata nella Provincia di Lanao del Norte, nella Regione del Mindanao Settentrionale.
Baroy è formata da 23 baranggay:
- Andil
- Bagong Dawis
- Baroy Daku
- Bato
- Cabasagan
- Dalama
- Libertad
- Limwag
- Lindongan
- Maliwanag
- Manan-ao
- Pange

- Pindolonan
- Poblacion
- Princesa
- Rawan Point
- Riverside
- Sagadan (Sagadan Lower)
- Sagadan Upper
- Salong
- San Juan
- Tinubdan
- Village